# Medal „Weteran pracy”
Medal „Weteran pracy” (ros. Медаль «Ветеран труда») – radziecki medal cywilny.
Medal został ustanowieniu dekret Prezydium Rady Najwyższej ZSRR z 18 stycznia 1974 roku. Opis medalu został częściowo zmieniony dekretem z dnia 29 kwietnia 1974 roku.

## Zasady nadawania
Medal został ustanowiony dla nagrodzenia długoletnich, sumiennych pracowników gospodarki narodowej, nauki, kultury, edukacji publicznej, instytucjach i organizacji publicznych, także pracowników cywilnych Sił Zbrojnych ZSRR, wojsk i instytucji Ministerstwa Spraw Wewnętrznych i Komitetu Bezpieczeństwa Państwowego.
Medal był nadawany robotnikom, kołchoźnikom i pracownikom innych instytucji w chwili osiągnięcia stażu pracy wymaganego dla uzyskania emerytury lub uzyskania tej emerytury z uwagi na wiek.
Łącznie nadano ponad 39 mln medali.

## Opis odznaki
Odznakę stanowi okrągły krążek o średnicy 34 mm wykonany ze srebrzonego tombaku.
Na awersie w centrum znajduje się napis CCCP (pol. ZSRR), spod którego rozchodzą się  promienie. Na nim umieszczony jest sierp i młot, poniżej gałązka oliwna. W dolnej części szarfa z napisem ВЕТЕРАН ТРУДА (pol. Weteran Pracy).
Na rewersie napis ЗА ДОЛГОЛЕТНИЙ ДОБРОСОВЕСТНЫЙ ТРУД (pol. Za Długoletnią Sumienną Pracę).
Medal zawieszony jest na metalowej pięciokątnej blaszce obciągniętej wstążką o szer. 24 mm w kolorowe paski: wąski biały na krawędzi, ciemnoszary o szer. 8 mm, jasnoszary o szer. 7 mm, a następnie na przemian 4 białe i 3 czerwone paski o łącznej szer. 8 mm i znowu na krawędzi wąski biały pasek.